# Baoxing

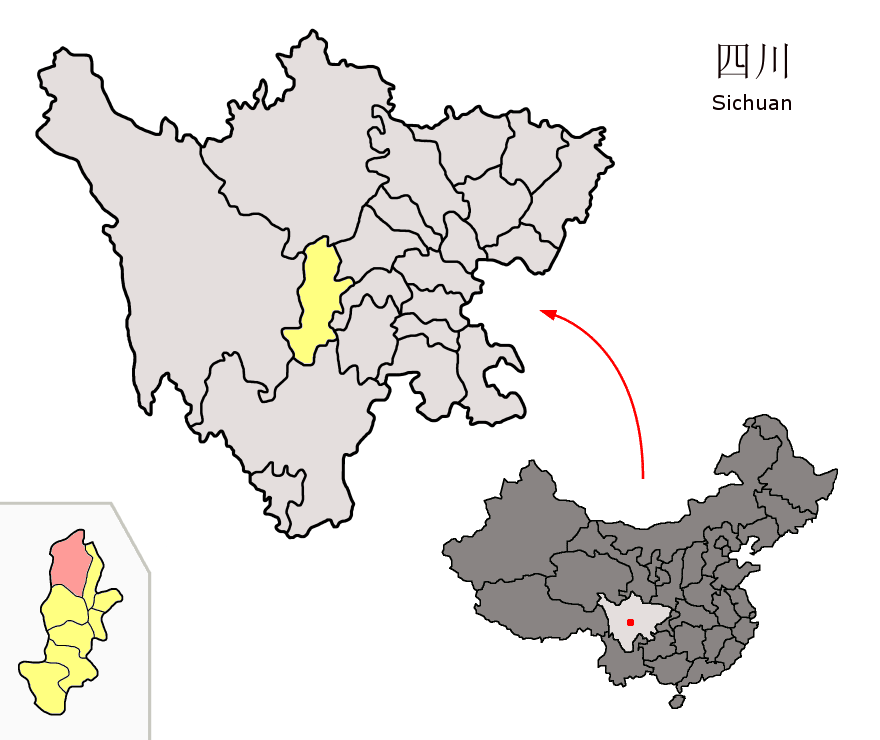
Lage des Kreises Baoxing in der Provinz Sichuan.

Baoxing (chinesisch 宝兴县, Pinyin Bǎoxìng Xiàn) ist ein Kreis im zentralen Westen der südwestchinesischen Provinz Sichuan, der zum Verwaltungsgebiet der bezirksfreien Stadt Ya’an gehört. Er hat eine Fläche von 2.408 km² und zählt 48.040 Einwohner (Stand: Zensus 2020). Sein Hauptort ist seit dem 27. Mai 2024 die Großgemeinde Lingguan. Zuvor befand sich der Verwaltungssitz in der Großgemeinde Muping.

## Verwaltungsgliederung
Der Landkreis Baoxing hat die Gerichtsbarkeit über drei Großgemeinden, drei Gemeinden und eine Nationalitätengemeinde
- Großgemeinde Muping (穆坪镇)
- Großgemeinde Lingguan (灵关镇)
- Großgemeinde Longdong (陇东镇)
- Gemeinde Fengtonzai (蜂桶寨乡)
- Gemeinde Wulong (五龙乡)
- Gemeinde Daxi (大溪乡)
- Nationalitätengemeinde der Tibeter: Qiaoqi (硗碛藏族乡)[4]

## Geschichte
Das Gebiet des Landkreises Baoxing war vor mehr als 4.000 Jahren der Sitz des Königreichs Qingyi Qiang. Nach fortwährenden Veränderungen wurde der Landkreis 1930, im Zuge der Reformierung des Landes und der Rückgabe an die lokale Bevölkerung, gründet. Aufgrund seiner reichen Bodenschätze wurde er Baoxing genannt, nach der Bedeutung im „Buch der Riten: Die Lehre der Gemeinen“, „Berg Jinfu, ein Volumen aus Felsen, vielen Basen und ausgedehnter Vegetation wächst darin leben Tiere, und Schätze gedeihen.“
1935 zog die Rote Armee chinesischer Arbeiter und Bauern auf dem Langen Marsch durch den Landkreis Baoxing und errichtete das Sowjetregime. 1939 wurde die Provinz Xikang gegründet und Baoxing der Gerichtsbarkeit der Provinz Xikang unterstellt.
Im Oktober 1949, nach der Gründung der Volksrepublik China, kehrte es in die Provinz Sichuan zurück und untersteht seitdem der Gerichtsbarkeit der Präfektur Ya’an.

## Geographie
Das Gebiet um Baoxing wird von Bergen dominiert. Es liegt im Schnitt 1011 Meter über dem Meeresspiegel. Der höchste Gipfel, der Lion Mountain, liegt 5.328 Meter über dem Meeresspiegel, der niedrigste 750 Meter im Baoxing River Valley. Baoxing liegt im mittleren Breitengrad und gehört zum subtropischen monsunfeuchten Klima mit vertikalem Klima, mildem Klima in den meisten Gebieten und einem jährlichen Niederschlag von 993,7 mm.
Zu den Bodenschätzen im Landkreis Baoxing gehören hauptsächlich Marmor, Kalkstein, Granit, Gips und auch Edelsteine.
Die Hauptquelle Baoxings ist der Qingyi-Flusses. Er entspringt am südlichen Fuß des Jiajin-Gebirges im Nordwesten des Landkreises Baoxing, fließt durch das gesamte Gebiet und wird von Bächen und Bächen durchzogen und bildet mit 16 Kraftwerken die Grundlage der Wasserenergiereserve des Gebietes. Zwei weitere Wasserkraftwerke sind im Bau.

## Biologie
Der Landkreis Baoxing weist einen Waldanteil von 48 Prozent auf. Er ist reich an biologischen Ressourcen und weist eine offensichtliche Biodiversität auf. Es gibt zahlreiche national geschützten Pflanzen- und Tierarten, darunter befindet sich der Taschentuchbaum, Stumpfnasenaffen und der Große Panda. Von 1957 bis 1982 wurden mehr als 15 Große Pandas aus dem nationalen Naturschutzgebiet Fengtongzhai in Baoxing ausgewählt und als Geschenke aus China in verschiedene Länder wie die Vereinigten Staaten, Spanien, Frankreich, Mexiko und Japan geschickt.